# 岚山西站
岚山西站，位于中华人民共和国山东省日照市岚山区虎山镇，是青盐铁路上的火车站，于2018年12月26日启用，由中国铁路济南局集团管辖。

## 歷史
- 2018年12月26日启用。

## 車站周邊
- 虎山镇杨家村养老服务中心
- 虎山镇罗黄小学
- 大旺山

## 外部連結
- 中国铁路客户服务中心 （页面存档备份，存于）